# Николаос Цимбас
Николаос Константину Цимбас (на гръцки: Νικόλαος K. Τσίμπας) е гръцки лекар и политик от XX век.

## Биография
Роден е на 7 юли 1904 година в драмската гъркоманска палана Алистрат. Баща му Константин Цимбов е четни на андартския капитан Дукас Дукас. Учи медицина в Атинския университет и специализира хирургия. Участва в много мисии на Червения кръст и развива богата хуманитарна дейност.
По-късно става политик и е избран за народен представител от Драма от Националния радикален съюз на изборите през 1961 и 1963 година. Умира в Атина на 24 март 1978 година и е погребан на следния ден в църквата „Свети Атанасий“ в Алистрат. През 2003 година, 25 години след смъртта му, в Алистрат е открит негов бюст. 